# 小行星5706
小行星5706（5706 Finkelstein）是一颗绕太阳运转的小行星，为主小行星带小行星。该小行星于1971年9月23日发现。

## 轨道参数
小行星5706的轨道半长轴为3.1244256 UA，离心率为0.195。